# Jens Lind (journalist)
Jens Olov Lind, född 10 augusti 1959, är en svensk journalist inom TV, som bland annat arbetar vid Sveriges Televisions program Sportnytt och Sportspegeln. Han har även gjort reportage till reseprogrammet Packat och Klart, nyhetsprogrammen Aktuellt och Rapport samt dokumentärer. 

## Biografi
Lind har tidigare varit anställd vid Dagens Nyheter och Stockholmstidningen och arbetar sedan 1990 som frilans. År 2000 blev Lind förärad utmärkelsen Årets sportjournalist. De senaste åren har Jens Lind gjort programmet "Stopptid" som avslutat varje Sportspegelsändning på söndagar.
Han är barnbarn till fotbollsspelaren och journalisten Wille Engdahl.

## Dokumentärer (urval)
- "Från Sixten till Kalla – Ett sekel på skidor" (2008) dokumentär om de största svenska skidhjältarna
- "Plex" (2009) – Dokumentär om sportjournalisten Sven "Plex" Petersson
- "Linds London" – reportage från London-OS 2012
- "Solskensolympiaden" (2012) – Om de olympiska spelen i Stockholm 1912.
- "Khao Lak" (2014) om några människoöden efter tsunamin och fram till i dag.
- "Leif G.W. Persson – min klassresa" (2015). Dokumentär i två delar om Leif G.W. Perssons liv och karriär.[2]
- "Hockeyns historia" (2019)

## Utmärkelser
- Årets sportjournalist 2000
- Solskensolympiaden (2012) vann klassen "olympiska spel" vid World FICTS challenge.